# Beudian
Beudian (en francès Beaudéan) és un municipi francès situat al departament dels Alts Pirineus i a la regió d'Occitània.
| 1962                                       | 1968 | 1975 | 1982 | 1990 | 1999 | 2007 | 2017 |
| ------------------------------------------ | ---- | ---- | ---- | ---- | ---- | ---- | ---- |
| 453                                        | 472  | 378  | 354  | 410  | 378  | 401  | 395  |
| Des de 1962: població sense dobles comptes |      |      |      |      |      |      |      |

## Administració
| Període | Identitat     | Partit |
| ------- | ------------- | ------ |
| 2001-   | Jacques Brune | PRG    |